# Xyletobius cyphus
Xyletobius cyphus är en skalbaggsart som beskrevs av Perkins 1910. Xyletobius cyphus ingår i släktet Xyletobius och familjen trägnagare. Inga underarter finns listade i Catalogue of Life.